# Jorge Semprún
Jorge Semprún (vlastním jménem Jorge Semprún Maura, 10. prosince 1923, Madrid – 7. června 2011, Paříž) byl španělský exilový spisovatel, scenárista, posléze politik, píšící od svého odchodu do Francie převážně francouzsky, laureát několika literárních ocenění.

## Život
Narodil se v Madridu roku 1923 levicově smýšlejícím rodičům, měl šest sourozenců. Jeho matka mu již v dětství předpověděla, že se buď stane spisovatelem, či politikem. Pár měsíců po vypuknutí španělské občanské války (1936) emigrovala celá rodina do francouzského exilu.
Studoval literaturu a filozofii na pařížské Sorbonně. V letech 1988–1991 byl ve vládě premiéra Felipa Gonzáleze španělským ministrem kultury.

## Publikační činnost (výběr)
Ve francouzštině, či španělštině byla vydána tato dílo:
- SEMPRÚN, Jorge. Autobiografía de Federico Sánchez. Barcelona: Planeta, 1978. 324 S. (Kniha má autobiografický charakter)

### České a slovenské překlady
Do češtiny a slovenštiny byly prozatím přeloženy tyto následující díla:
- SEMPRÚN, Jorge. Bílá hora. 1. vyd. Paseka, 2004. 245 S. (Překlad z francouzštiny: Markéta Pognanová)

- SEMPRÚN, Jorge. Psaní nebo život. 1. vyd. Praha: G plus G, 1997. 235 S. (Překlad z francouzštiny: Helena Beguiniová)
- SEMPRÚN, Jorge. Velká cesta. 1. vyd. Praha: Naše vojsko, 1967. 205 S. (Překlad z francouzštiny: Lidmila Benešová)
- SEMPRÚN, Jorge. Cesta smrti. 1. vyd. Bratislava: Slov. vydav. krásnej literatury, 1966. 205 S. (Překlad z francouzštiny: Ondrej Mrlian)